# Портрет Адама Петровича Ожаровского
«Портрет Адама Петровича Ожаровского» — картина Джорджа Доу и его мастерской из Военной галереи Зимнего дворца.
Картина представляет собой погрудный портрет генерал-лейтенанта Адама Петровича Ожаровского из состава Военной галереи Зимнего дворца.
Во время Отечественной войны 1812 года генерал-майор Ожаровский был генерал-адъютантом и состоял при Главной квартире 1-й Западной армии, отличился в Бородинском сражении, и при окончательном изгнании Наполеона из пределов России командовал отдельными отрядами. Во время Заграничных походов за боевые отличия был произведён в генерал-лейтенанты.
Изображён в генеральском вицмундире лейб-гвардии Конного полка образца 1814 года, на эполетах вензель императора Александра I. Слева на груди генерал-адъютантский аксельбант, на шее крест ордена Св. Георгия 3-го класса, по борту мундира кресты прусского ордена Красного орла 2-й степени, ордена Св. Анны 1-й степени с алмазами, баварского Военного ордена Максимилиана Иосифа, вюртембергского ордена «За военные заслуги», сардинского ордена Св. Маврикия и Лазаря, прусского ордена Пур ле мерит и ордена Св. Владимира 2-й степени (ордена Св. Анны и Св. Владимира надеты с нарушением правил ношения — они должны быть расположены выше иностранных); справа на груди серебряная медаль «В память Отечественной войны 1812 года» на Андреевской ленте, бронзовая дворянская медаль «В память Отечественной войны 1812 года» на Владимирской ленте, кресты австрийского Военного ордена Марии Терезии 3-й степени и французского ордена Св. Людовика и звёзды орденов Св. Александра Невского и Св. Владимира 2-й степени. Подпись на раме: Графъ А. П. Ожаровскiй 1й, Генералъ Лейтенантъ.
Несмотря на то, что 7 августа 1820 года Комитетом Главного штаба по аттестации Ожаровский был включён в список «генералов, которых служба не принадлежит до рассмотрения Комитета», фактическое решение о написании его портрета было принято раньше, поскольку уже 14 апреля и 30 июня 1820 года Доу был выплачен гонорар за эту работу. Готовый портрет был принят в Эрмитаж 7 сентября 1825 года.